# Comythovalgus kilimanus
Comythovalgus kilimanus är en skalbaggsart som beskrevs av Hermann Julius Kolbe 1910. Comythovalgus kilimanus ingår i släktet Comythovalgus och familjen Cetoniidae. Inga underarter finns listade i Catalogue of Life.